# Valve du tronc pulmonaire
Pour les articles homonymes, voir valve.
La valve du tronc pulmonaire (ou valve pulmonaire) est l'une des quatre valves du cœur située à la jonction entre le ventricule droit et le tronc pulmonaire. Elle permet le passage du sang non oxygéné à travers l'orifice du tronc pulmonaire vers la circulation pulmonaire pour y subir l'hématose.

## Structure
La valve du tronc pulmonaire est située à la sortie de la chambre de chasse du ventricule droit dans la racine du tronc pulmonaire. 
Elle est constituée de trois valvules (ou cuspides) semi-lunaires formées par des replis de l'endocarde et attachées à l'anneau pulmonaire :
- la valvule semi-lunaire droite de la valve du tronc pulmonaire,
- la valvule semi-lunaire gauche de la valve du tronc pulmonaire,
- la valvule semi-lunaire antérieure de la valve du tronc pulmonaire.

Elles sont séparées au niveau de leur attache par les commissures des valvules semi-lunaires du tronc pulmonaire.
Au niveau de la partie moyennes de leur bord libre un petit renflement fibreux constitue les nodules des valves semi-lunaires du tronc pulmonaire (ou nodules de Morgagni). De part et d'autre de ces nodules apparaissent des segments minces et translucides formant les lunules des valvules semi-lunaires du tronc pulmonaire.

## Aspect clinique

### Exploration
L'évaluation anatomique et fonctionnelle peut se réaliser par échocardiographie , par scanner ou IRM cardiaque et par cathétérisme  vasculaire.

### Pathologie
La valve du tronc pulmonaire peut être affectée par des malformations congénitales comme la sténose pulmonaire congénitale ou dans la tétralogie de Fallot.